# Jacques Morel
Jacques Morel (født 22. september 1935 i La Teste-de-Buch) er en fransk tidligere roer og dobbelt olympisk medaljevinder.

## Rokarriere
Morel deltog ved ved OL 1960 i Rom sammen med Robert Dumontois, Claude Martin, Guy Nosbaum og styrmand Jean Klein. Franskmændene blev blot nummer tre i deres indledende heat, men kvalificerede sig til semifinalen med sejr i opsamlingsheatet. I semifinalen blev de nummer to efter den tyske både, og i finalen var tyskerne igen bedst og sikrede sig guldet, mens Morel og hans hold fik sølv og italienerne bronze.
Morel var i 1962 sammen med blandt andet sin lillebror, Georges, og Dumontois fra sølvfireren i Rom med i den franske otter, der vandt bronze ved det første VM i roning.
Ved OL 1964 i Tokyo stillede brødrene Morel op i toer med styrmand sammen med styrmand Jean-Claude Darouy. De vandt deres indledende heat, og da kun 16 både deltog, gik de dermed direkte i finalen. Her var den amerikanske båd hurtigst og fik guld, mens kampen om de to øvrige medaljer blev tæt mellem den franske og den hollandske båd. Det endte med sølv til Morel-brødrene og Darouy, mens hollænderne fik bronze.
Morel-brødrene hentede en sidste international medalje, da de vandt sølv i toer med styrmand, nu med Gilles Florent som styrmand, ved VM 1966.

## OL-medaljer
- 1960:  Sølv i firer med styrmand
- 1964:  Sølv i toer med styrmand